# São Teotónio (Odemira)
São Teotónio is een plaats (freguesia) in de Portugese gemeente Odemira en telt 5019 inwoners (2001).